# 아마쿠사 제도

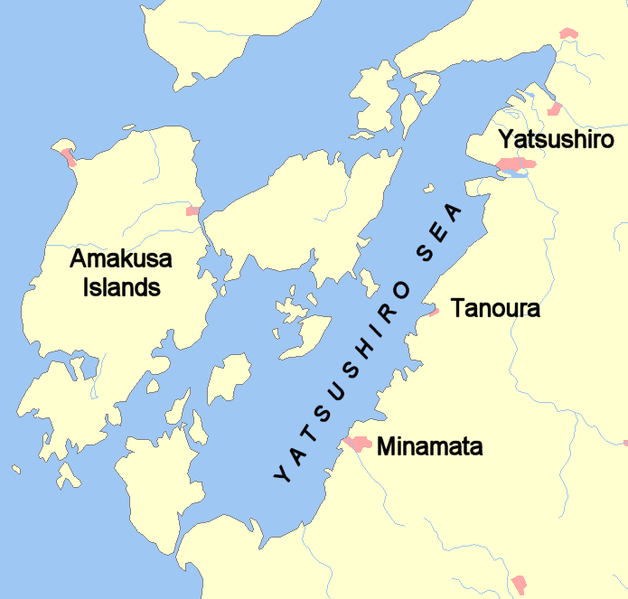
아마쿠사 제도와 그 주변

아마쿠사 제도(일본어: 天草諸島)는 일본 규슈 구마모토현 서쪽에 있는 군도로, 아리아케해, 야쓰시로해(시라누이해)와 아마쿠사나다(天草灘)에 의해서 둘러싸여 있다.
주섬은 가미시마섬(上島)과 시모시마섬(下島)이다. 시모시마 섬의 면적은 574.92 km2이며 혼슈 등 주요 4섬을 제외한 일본의 섬 중에서는 8위의 면적을 가진다. 전체 면적은 1,000 km2이고 인구는 약 14만 명이다.
특별히 높은 산은 없으나 구릉이 많고 460m가 넘는 네 개의 봉우리가 있다. 이곳의 계단식 논밭은 인기있는 관광지로서 눈에 띄는 성공을 거두었다. 주요 교통 수단으로 아마쿠사 비행장이 있다.
1637년 ~ 1638년의 시마바라의 난과 관련하여 많은 기독교도들이 박해를 받은 곳이기도 하며 현재도 인구의 30% 정도가 기독교도라고 한다. 온난한 기후로 수산업, 보리새우·진주 등의 양식업이 활발하다. 아마쿠사에는 약간의 석탄과 고령석이 생산되어 예전에는 주로 히라도섬과 사쓰마의 도자기 원료로 사용되었다.
나가사키현의 시마바라반도와 함께 운젠아마쿠사 국립공원으로 지정되어 있다. 해수욕, 돌고래 구경, 뱃놀이, 온천 등을 즐길 수 있어 연간 약 480만 명의 관광객이 방문한다.